# Euphorbia muraltioides
Euphorbia muraltioides är en törelväxtart som beskrevs av Nicholas Edward Brown. Euphorbia muraltioides ingår i släktet törlar, och familjen törelväxter. Inga underarter finns listade i Catalogue of Life.